# Comunità montana Trasimeno Medio Tevere
La Comunità montana Associazione dei comuni "Trasimeno-Medio Tevere" è un'associazione di 13 comuni riconosciuta come ente pubblico a norma dell'art. 4 della Legge 1102 del 3/12/1971.
Nata come Comunità montana Monti del Trasimeno comprendeva inizialmente i Comuni di:
- Bettona
- Cannara
- Castiglione del Lago
- Città della Pieve
- Corciano
- Deruta
- Magione
- Marsciano
- Paciano
- Panicale
- Passignano sul Trasimeno
- Piegaro
- Tuoro sul Trasimeno

L'ente ha poi cambiato nome, passando da "Comunità montana Monti del Trasimeno" a "Comunità montana - Associazione dei comuni Trasimeno medio Tevere", ed i nuovi comuni associati sono:
- Castiglione del Lago
- Città della Pieve
- Collazzone
- Corciano
- Deruta
- Magione
- Marsciano
- Paciano
- Panicale
- Passignano sul Trasimeno
- Piegaro
- Torgiano
- Tuoro sul Trasimeno

La Comunità montana è stata poi commissariata; con la L.R. n. 18 del 23-12-2011 la Regione Umbria ha infatti creato l'Agenzia forestale regionale, all'interno della quale sono confluite per gran parte le funzioni espletate da tutte le Comunità montane dell'Umbria. Con D.G.R. 1042 del 03-09-2012 sono stati approvati gli atti relativi alla costituzione dell'Agenzia forestale regionale (A.FO.R.).

## Galleria d'immagini

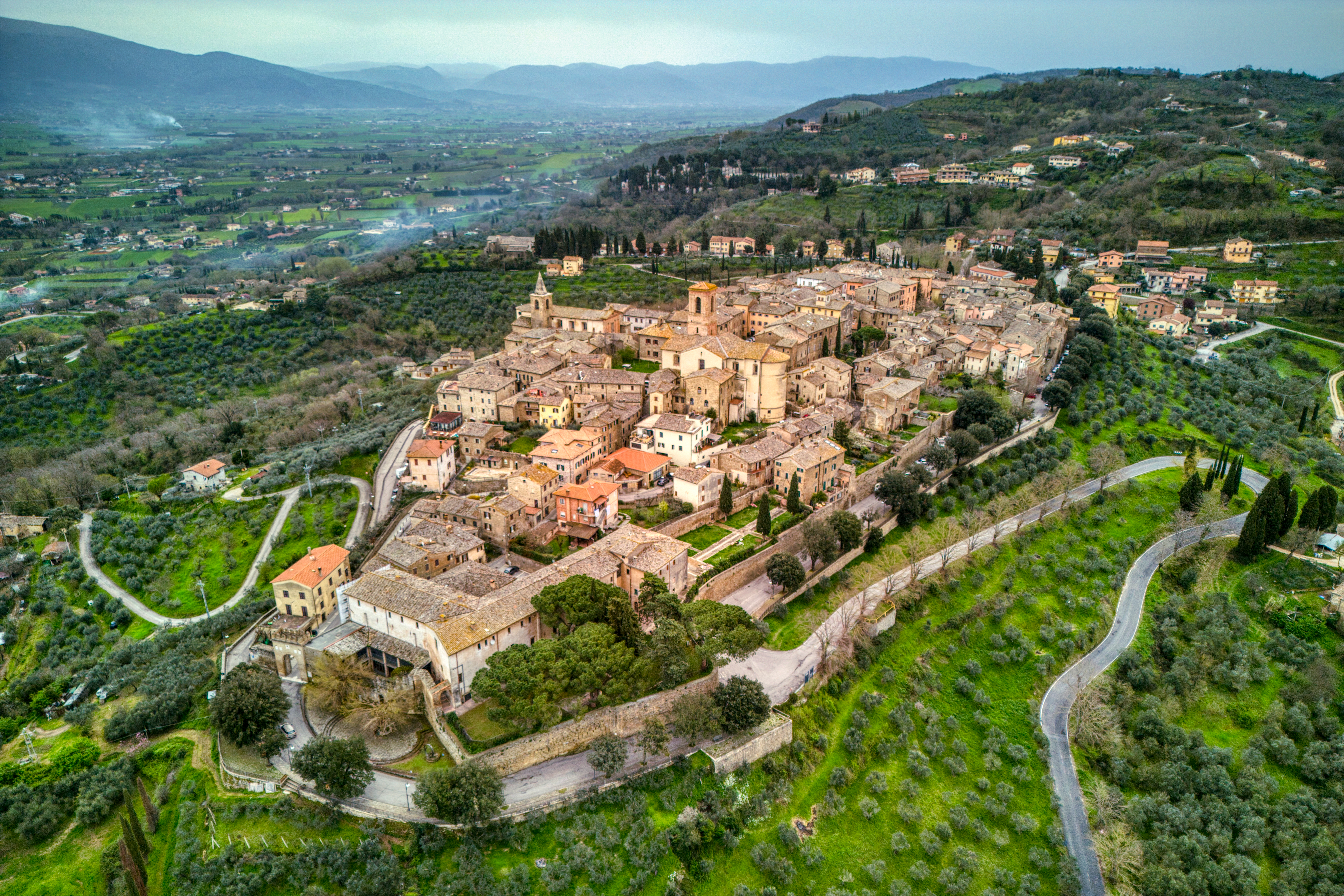
Bettona
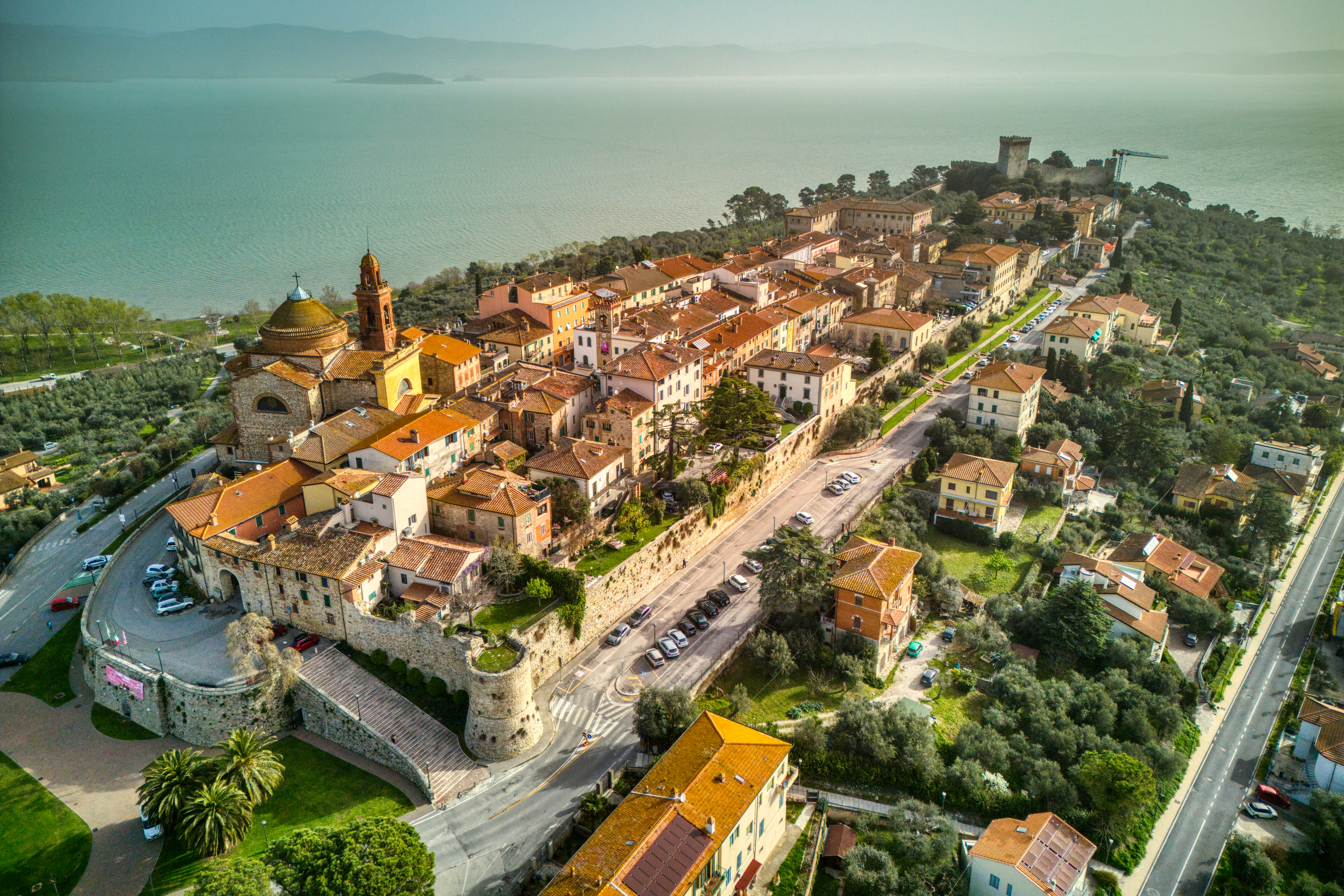
Castiglione del Lago
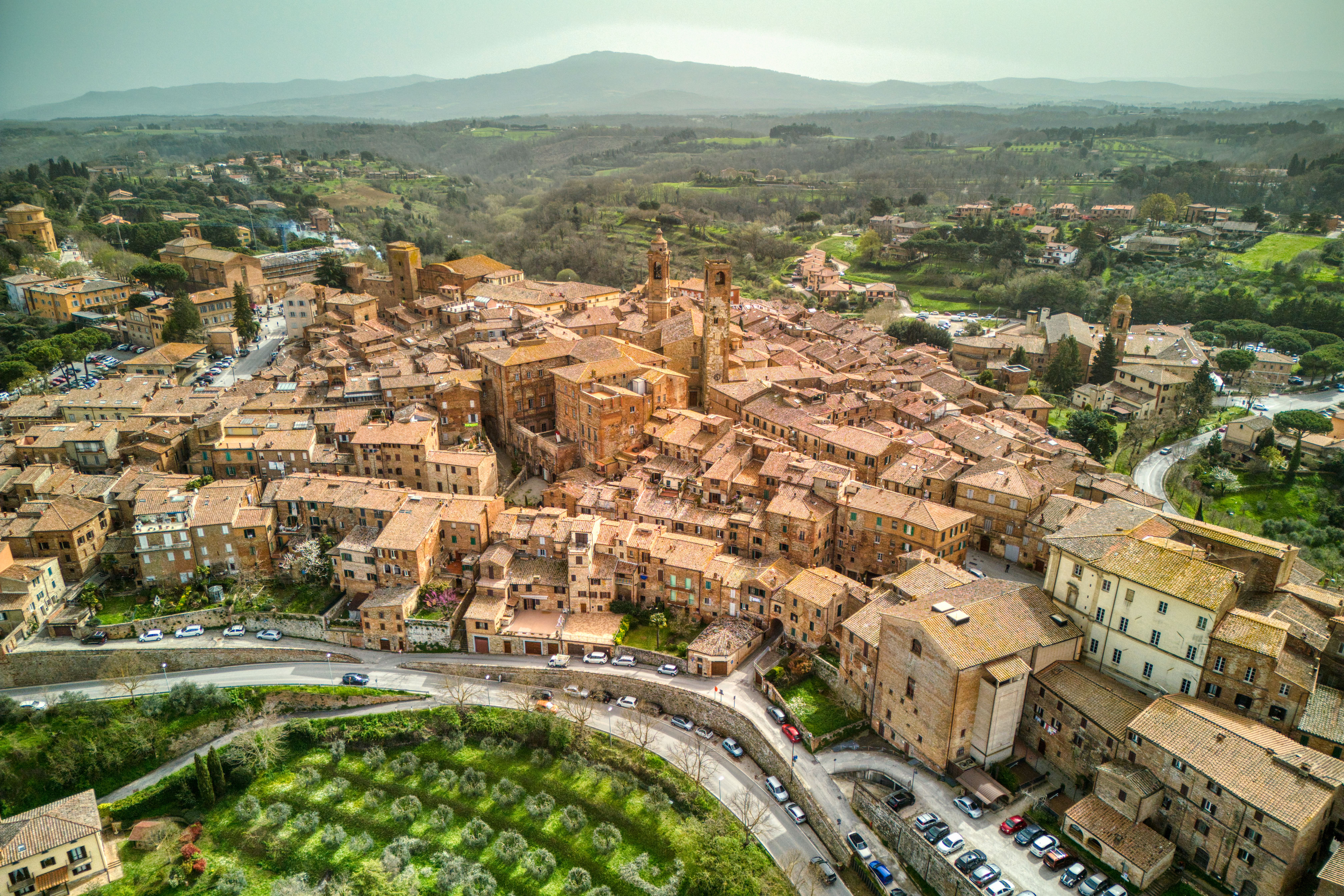
Città della Pieve
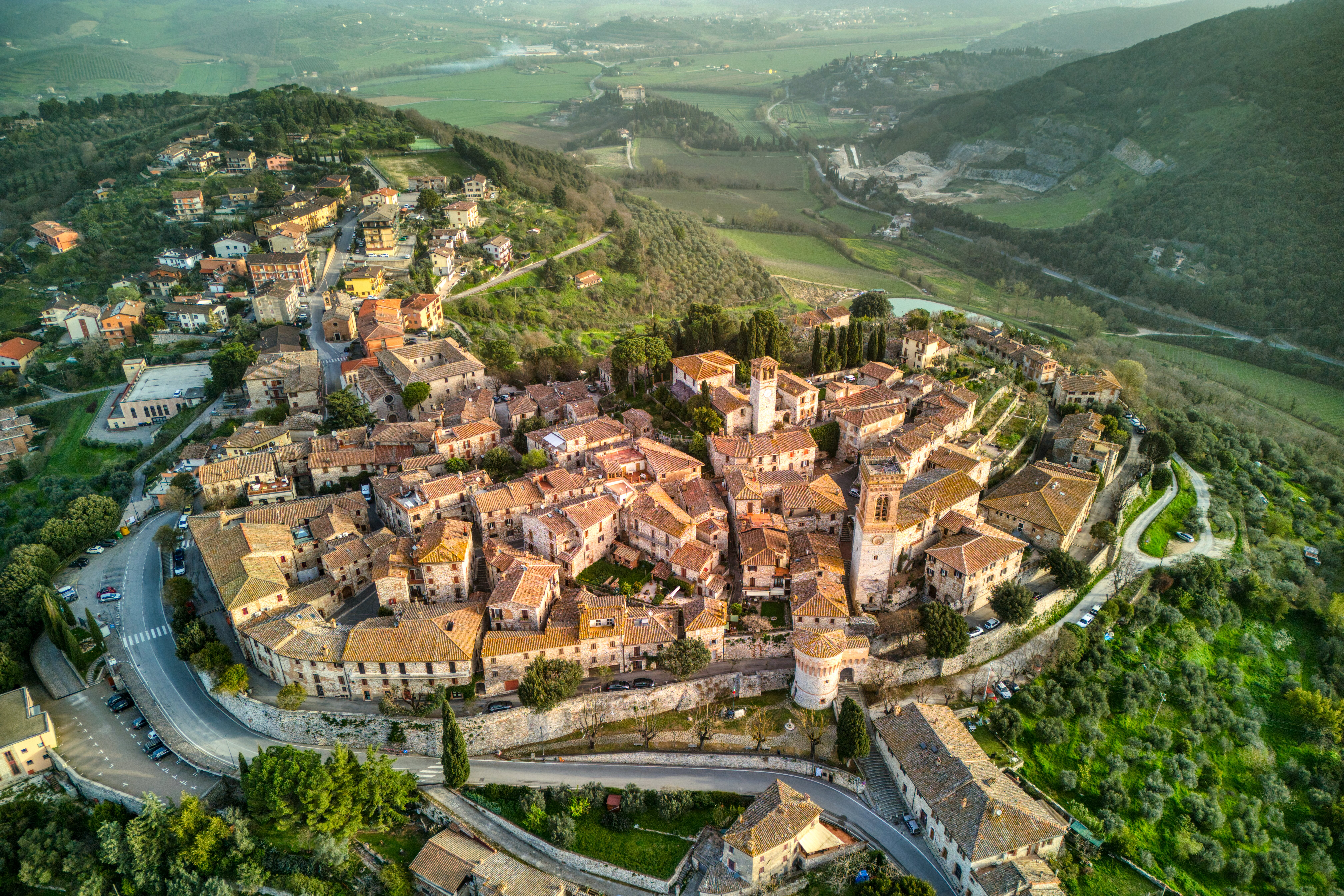
Corciano
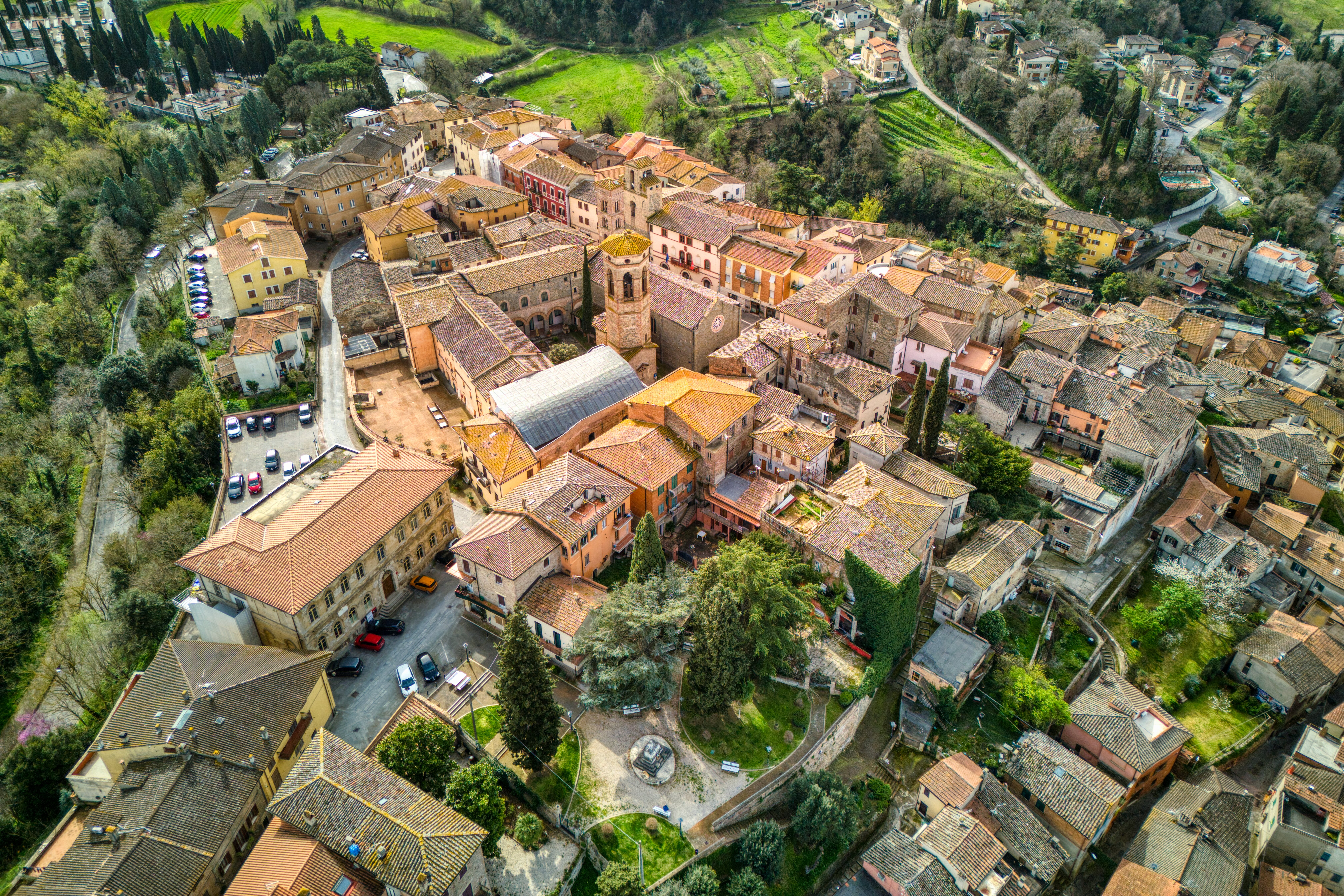
Deruta
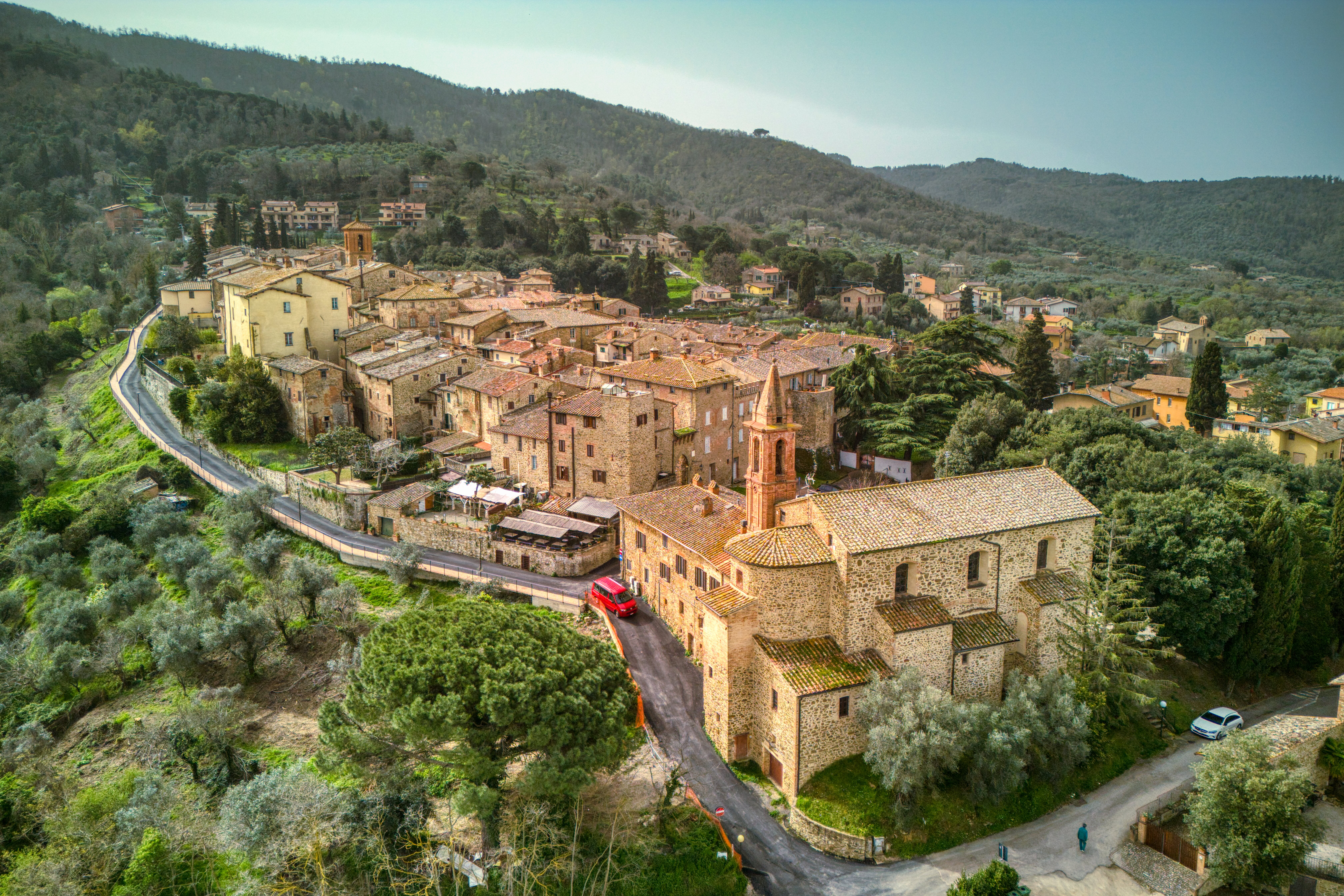
Paciano
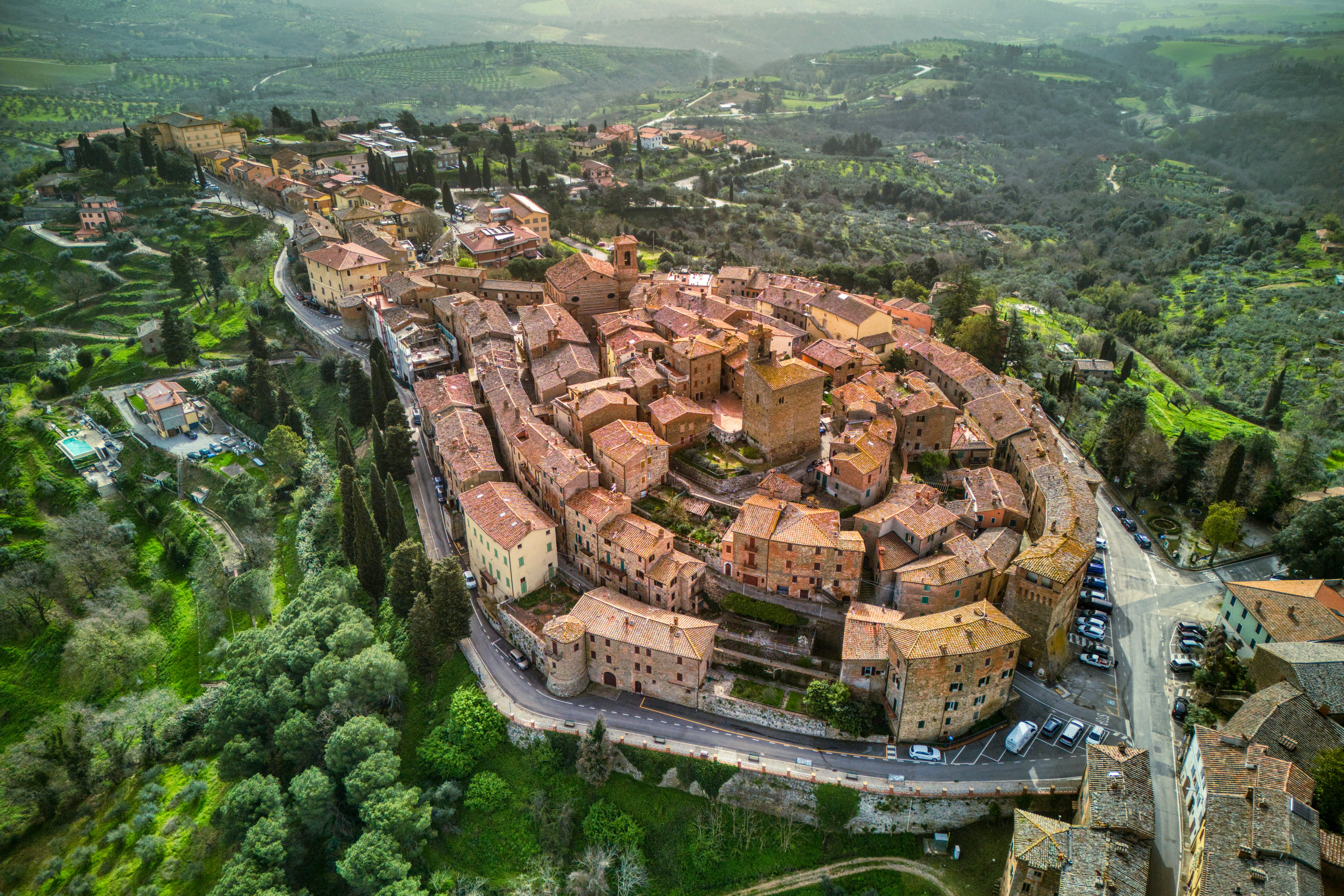
Panicale
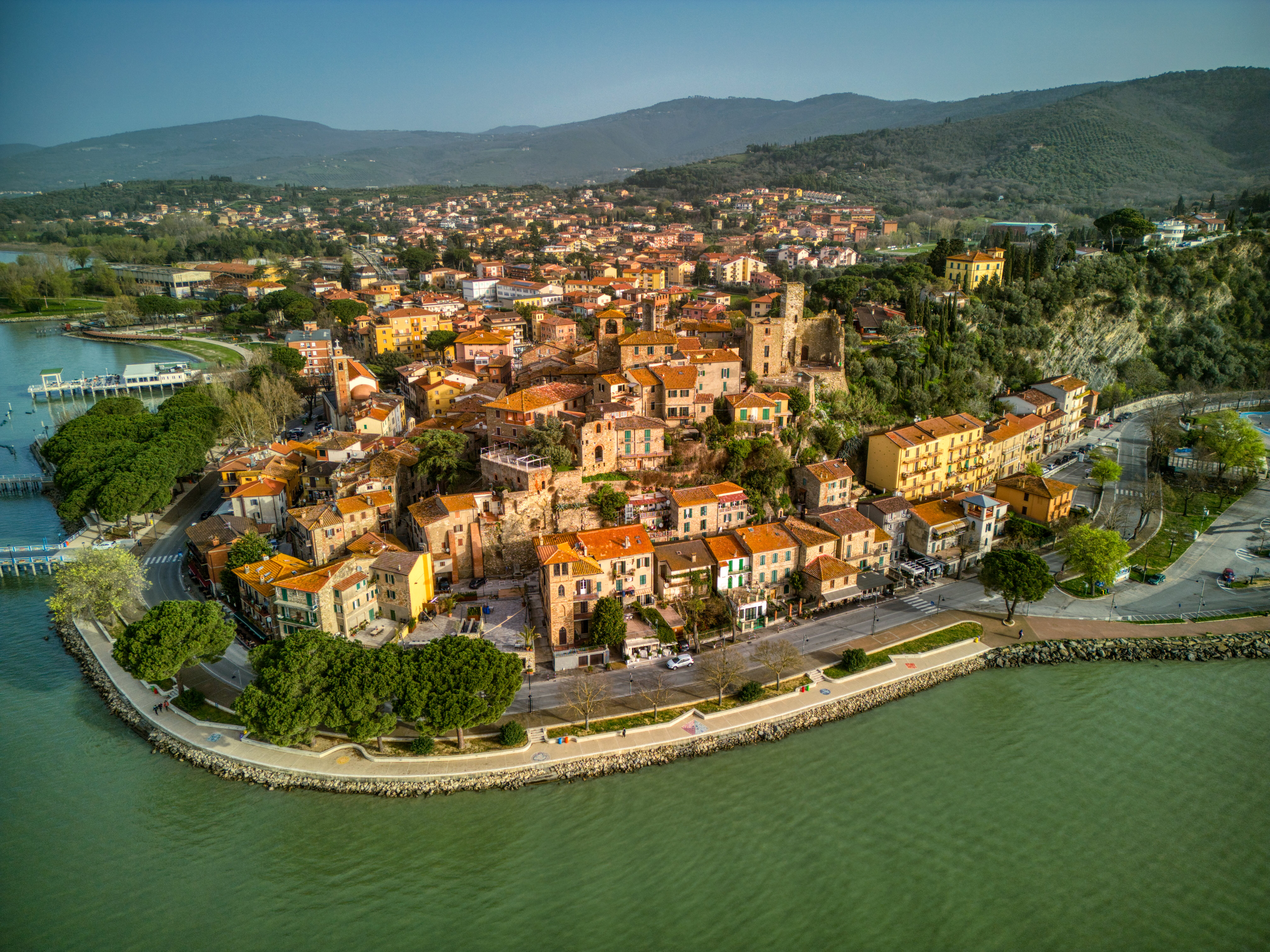
Passignano sul Trasimeno
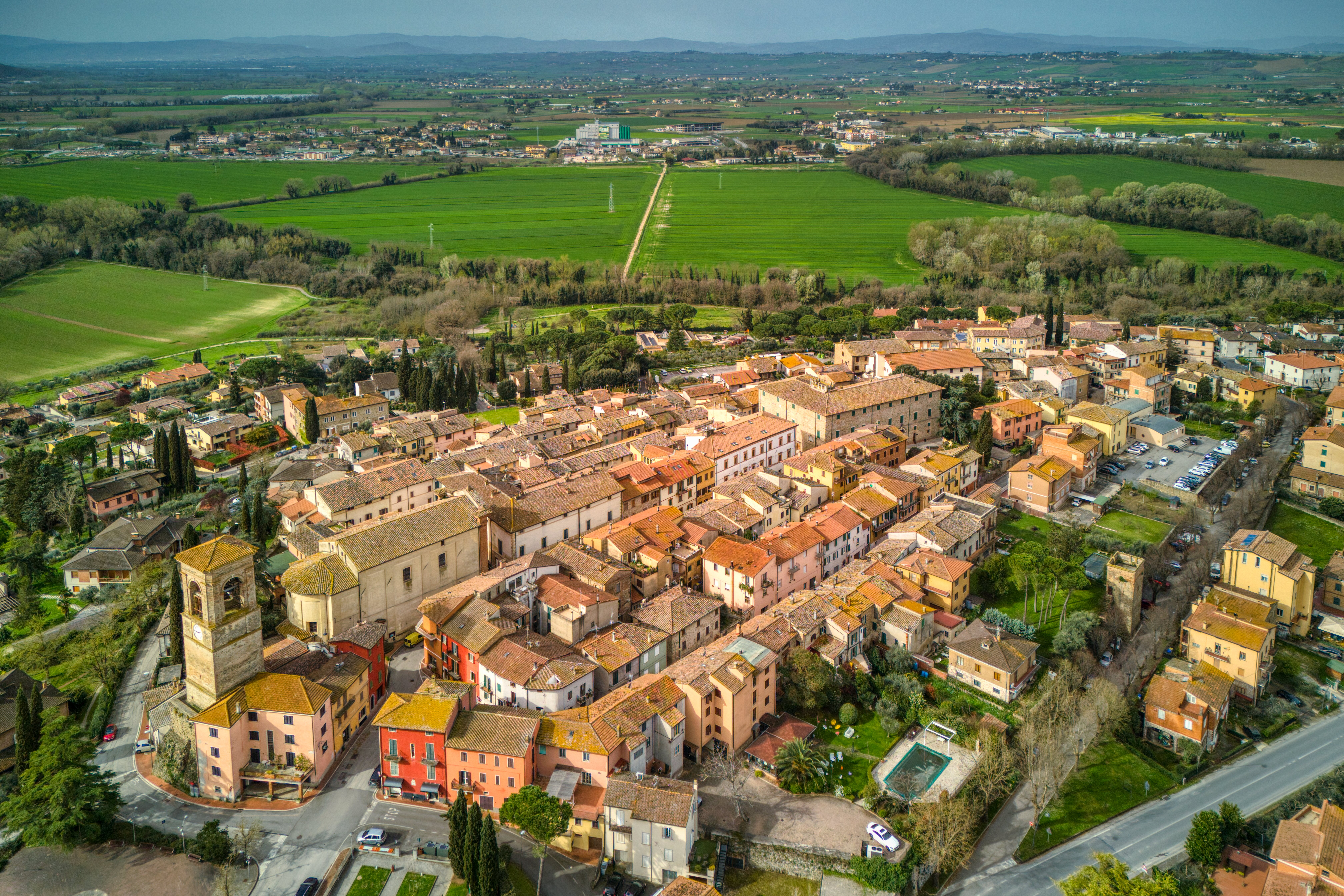
Torgiano